# Bettina Aller
Bettina Charlotte Aller (født 23. juni 1962) er bestyrelsesformand og overdirektør i medievirksomheden Aller Media, som hun også er medejer af.
Hun har skrevet tre bøger, har været på seks nordpolsekspeditioner, fire alene og to med sin ægtefælle Jean Gabriel. Under den anden ekspedition rev Bettina Aller sin arm af led og måtte hentes ud fra isen, inden hun nåede Nordpolen. De to ekspeditioner er af Jean Gabriel optaget på film og sendt på DR1, TV2, Discovery Channel og National Geographic under titlerne "Lovers on the ice" og "99 days on the ice" men har hidtil kun gennemført en af dem.
Aller har to børn født i hhv. 1993 og 1996 fra sit første ægteskab med Ole Simonsen. Hun er i andet ægteskab gift med den franske freelance-fotograf Jean Gabriel Leynaud, med hvem hun har to tvillingesønner.